# 樊於期
樊 於期（はん おき、? - 紀元前227年）は、中国戦国時代秦の将軍。後に燕に亡命した。

## 生涯
樊於期は秦の将軍であったが秦王政の怒りを買い、燕に亡命した。その際に秦に残した一族は全員死刑となった。怒りを買った理由は軍を少数精鋭にする政の策に反対したこととされる。秦は逃亡した樊の首に対して多額の懸賞金を賭けたと記されている。
紀元前227年、燕の太子丹により政の暗殺が計画され、荊軻がその刺客となった。荊軻は用心深い政の信用を得るために、丹に2つの条件を提示した。一つが督亢（とくごう、現在の河北省保定市涿州市・高碑店市）を割譲することで、もう一つが秦のお尋ね者となっている樊の首級を出すことであった。丹は亡命してきた樊を殺すことはできないと伝えたが、荊軻は樊に丹との会談内容を伝えて、決断を迫った。燕に亡命してから鬱々とした日々を過ごしていた樊は一族を族滅した政への復讐を果たすため、自刃して果てた。
荊軻は樊の首級を持参して政の暗殺を謀ったが失敗に終わり、荊軻はその場で討たれた。
中国の歴史学者楊寛は同じ秦の将軍の桓齮と同一人物説を提唱している。